# Dipsadoboa duchesnii
Dipsadoboa duchesnii — вид змій родини полозових (Colubridae). Мешкає в Центральній Африці.

## Поширення і екологія
Dipsadoboa duchesnii мешкають на крайньому південному сході Нігерії, в Камеруні, ЦАР, Екваторіальній Гвінеї, Габоні, Республіці Конго і Демократичній Республіці Конго. Вони живуть у первинних тропічних лісах, трапляються в галерейних лісах і саванах та на плантаціях, часто поблизу водойм. Зустрічаються на висоті від 15 до 1200 м над рівнем моря. Ведуть нічний, деревний спосіб життя, вдень ховаються в дуплах дерев. Живляться переважно амфібіями.